# Alfredo Massazza
Alfredo Massazza (Stradella, 24 maggio 1923 – Broni, 17 marzo 2004) è stato un arciere italiano.
Nato a Stradella nel 1923, prima di approdare allo sport del tiro con l’arco praticò diversi sport, come il judo, il rugby e la vela

## Carriera
Nato a Stradella, in provincia di Pavia, nel 1923, a 49 anni partecipò alle Olimpiadi di Monaco di Baviera 1972 nel tiro con l'arco, nella gara individuale, istituita per la prima volta, dove arrivò 31° con 2340 punti, migliore dei tre italiani. Morì nel marzo 2004, a 81 anni. A lui è intitolato il trofeo Ardivestra, che si tiene a Montesegale, altro comune della provincia pavese.